# Státní znak Tuvalu
Státní znak Tuvalu je tvořen štítem, v jehož horní, modré části je kresba tradiční tuvalské stavby maneapy ve zlaté barvě na zeleném pažitu. V dolní, zlaté části jsou čtyři vlnitá modrá břevna. Kolem štítu je široký, zlatý lem se střídavě osmi zelenými banánovníkovými listy a osmi lasturami mořského mlže (Mitra episcopalis) v přirozených barvách. Pod štítem je zlatá stuha s heslem v tuvalštině TUVALU • MO • TE • ATUA (česky Tuvalu pro Boha).
Stavba maneapa (dům setkání) připomíná budovu a místo, kde se konají důležité porady tuvalských vesnic, vlnitá břevna symbolizují Tichý oceán a soužití Tuvalanů s mořem. Listy banánovníku symbolizují úrodnost a vegetaci ostrovů a osm lastur počet stále obydlených ostrovů.

## Historie
Ostrovy objevil roku 1568 španělský mořeplavec Álvaro de Mendaña y Neyra. Ostrovy byly po prozkoumání na přelomu 18. a 19. století nazývány Lagunové ostrovy, později Elliceovy ostrovy po Edwardu Elliceovi (1783–1863), britském obchodníkovi a majiteli jedné z objevitelských lodí. V roce 1877 se ostrovy staly britským územím (spravovány byly z Fidži). 9.–16. října 1892 byly ostrovy spojeny s Gilbertovými ostrovy do protektorátu, který se stal částí Britských západopacifických území a od roku 1895 se vyvěšovala vlajka britského rezidentního komisaře. Vlaku tvořila britská státní námořní vlajka (Blue Ensign) s vlakovým emblémem (anglicky badge) ve vlající části. Emblém tvořil bílý kruh, v něm umístěná královská koruna, a pod ní iniciály B.R. (British Resident). (není obrázek detailu badge)
V roce 1916 se stal protektorát britskou korunní kolonií Gilbertovy a Elliceovy ostrovy. V roce 1931 byl rezidentem předložen Koloniálnímu úřadu v Londýně (přes Vysokého komisaře Britských západopacifických území na Fidži) návrh na znak a vlajkový emblém kolonie. Návrh vytvořil pan Compton. Návrh znaku tvořil červený štít se třemi stříbrnými a třemi modrými břevny v dolní části, nad kterými bylo vycházející slunce. Nad sluncem byla stříbrná letící fregatka ascensionská (ve zdroji fregatka velká) (latinsky Fregata aquila). Nad štítem byla zlatá královská koruna a pod ním stříbrná stuha s mottem: MAAKA TE ATUA KARINEA TE UEA - MATAKU I TE ATUA FAKAMAMALU KI TE TUPU (v domorodém jazyce: Boha se boj a cti krále). Modrobílá vlnitá břevna symbolizovala Tichý oceán, slunce 180. poledníku a fregatka sílu, vyrovnanost a svobodu. Koruna představovala panovníka, který udělil obyvatelům kolonie veškerou moc, svobodu a poskytl jim ochranu. Po byrokratickém procesu byl znak udělen Gilbertovým a Elisonovým ostrovům britským králem Jiřím VI. až 1. května 1937. Oproti návrhu neobsahoval korunu a upravená kresba fregatky měla zlatou barvu. Pod znakem byla (dle vyobrazení ve zdroji) stříbrná stuha s černým nápisem (ve zdroji nepopsaném). V současnosti je tento znak (tj. bez koruny, se zlatou fregatkou a s novým mottem na stuze pod štítem) státním znakem Kiribati.

Státní znak Kiribati

1. října 1975 se Elliceovy ostrovy oddělily (po referendu) od Gilbertových (Kiribati) a 1. ledna 1976 byly přejmenovány na Tuvalu. Stále se však užívaly symboly z roku 1937. 3. prosince 1976 udělila královna Spojeného království Alžběta II. Tuvalu nový znak. Nezávislost získalo Tuvalu 1. října 1978, na rozdíl od vlajky však znak změněn nebyl a užívá se do současnosti.

## Další použití znaku
Tuvalský státní znak je vyobrazen na státní vlajce, dříve byl vyobrazen i na vlajce národní.

Tuvalská státní vlajka Poměr stran: 1:2
Tuvalská vlajka (1976–1978) Poměr stran: 1:2
Tuvalská vlajka (1996–1997) Poměr stran: 1:2